# Thomas Augustine Judge
Thomas Augustine Judge C.M. (23 de agosto de 1868 – 23 de noviembre de 1933) fue un sacerdote católico estadounidense conocido por fundar los Siervos Misioneros de la Santísima Trinidad en 1909.

## Biografía
El Padre Judge nació el 23 de agosto de 1868, era el quinto de ocho hijos de una familia de inmigrantes irlandeses del sur de Boston. Desde joven resaltó por ser un buen trabajador. Como no había ninguna escuela católica a la que pudiera asistir, Judge se matriculó en la Escuela Pública John A. Andrew en septiembre de 1876. El 3 de mayo de 1887, su padre murió inesperadamente a causa de una enfermedad; debido a ello, Judge trabajó en varios empleos para poder ayudar a su familia y logró terminar su educación secundaria asistiendo a clases nocturnas.
El 25 de enero de 1890 ingresó al Seminario de San Vicente en Germantown, conviritiendose en 1985 en miembro de la Congregación de la Misión, también conocidos como vicentinos, comunidad a la que perteneció hasta su muerte. Entre 1894 y 1899 recibió formación en filosofía y teología en el Seminario de San Vicente. En 1899, dos de sus hermanas menores ingresaron en la rama femina de los vicentinos, las Hijas de la Caridad de San Vicente de Paúl. El 11 de abril de 1909, en Brooklyn, junto con cinco mujeres fundó las Siervas Misioneras de la Santísima Trinidad que dio comienzo al Cenáculo Misionero. 
El Padre Judge murió por enfermedad el 23 de noviembre de 1933. Su cuerpo fue trasladado inicialmente al Cenáculo Misionero de la Santísima Trinidad al día siguiente de su defunción, y fue enterrado en el Holy Sepulchre Cemetery en Pensilvania seis días después de su muerte. 